# Mario Kart: Double Dash!!
Mario Kart: Double Dash!! is een race-computerspel ontwikkeld en gepubliceerd door Nintendo. Het spel is enkel uitgebracht op Nintendo Gamecube. Het kan door maximaal 4 personen gespeeld worden, tenzij verschillende GameCubes worden verbonden met elkaar. Deze versie is de vierde in de Mario Kart-reeks.
De grote verandering met de vorige versie, Mario Kart 64, is dat in deze uitgave twee spelfiguren in één racewagen kunnen plaatsnemen. In dit spel maakt Toadette voor het eerst haar opwachting.

## Gameplay

### Grand Prix
In Mario Kart: Double Dash!! kies je twee coureurs en een kart, waarna je het opneemt tegen zeven anderen coureurduo's op een aantal uiteenlopende circuits. Spelers kunnen elkaar dwarsbomen door het gebruik van voorwerpen, die te verkrijgen zijn door voorwerpdozen op te rapen die verspreid over het circuit te vinden zijn. Na vier races is de winnaar bekend en krijgt die een gouden beker.
Er zijn vier moeilijkheidsgraden:
- 50cc (makkelijk) - Alle karts hebben een lage minimale topsnelheid. CPU's gebruiken weinig voorwerpen. Er zijn alleen standaard coureursombinaties1. Elke CPU kan een podiumplek halen.
- 100cc (normaal) - Alle karts hebben een gemiddelde minimale topsnelheid. CPU's hebben toegang tot meer voorwerpen, zoals het rode schild.. Er zijn alleen standaard coureurcombinaties1. Lichtgewicht CPU's halen nooit een podiumplek
- 150cc (moeilijk) - Alle kart hebben een hoge minimale topsnelheid. CPU's hebben toegang tot nog meer voorwerpen, zoals het Spiny-schild. Er zijn gemende coureurcombinaties2. Middengewicht CPU's halen zelden een podiumplek.
- Mirror (erg moeilijk) - Hetzelfde als 150cc, maar de circuits zijn nu gespiegeld. Deze moeilijkheidsgraad wordt beschikbaar na het behalen van de 150cc All-Cup Tour.

1 Bijvoorbeeld: Mario en Luigi met Red Fire, 2 Bijvoorbeeld: Mario en Donkey Kong met Piranha Pipes

## Coureurs en voertuigen
De speler kan zelf een combinatie maken van twee coureurs. De coureurs zijn ingedeeld volgens gewichtsklassen: lichtgewicht, middelgewicht en zwaargewicht. Dit heeft gevolgen tot de keuze van de kart, want een coureur kan alleen in een kart van zijn eigen gewichtsklasse. Elke coureur heeft een eigen speciaal voorwerp (een voorwerp dat andere coureurs niet hebben). Slechts één coureur in de kart kan een speciaal voorwerp vasthouden.
| Gewicht | Coureur Vereiste beker voor vrijspelen | Kartnaam Vereiste beker voor vrijspelen | Speciaal voorwerp |
| ------- | -------------------------------------- | --------------------------------------- | --- |
| Midden  | Mario                                  | Red Fire                                | Red/Green Fireball Een vuurbal dat zicht opsplits in meerder vuurballetjes nadat het wordt afgevuurd. Deze kunnen terugkaatsen tegen object en meerder tegenstanders tegelijk raken.                                                         |
| Midden  | Luigi                                  | Green Fire 50cc Mushroom                | Red/Green Fireball Een vuurbal dat zicht opsplits in meerder vuurballetjes nadat het wordt afgevuurd. Deze kunnen terugkaatsen tegen object en meerder tegenstanders tegelijk raken.                                                         |
| Midden  | Peach                                  | Heart Coach                             | Heart Na gebruik cirkelen er twee hartjes rondom de kart die de negatieve effecten van sommige voorwerpen tegenhoudt. Nadat de kart geraakt wordt door een voorwerp, wordt die opgeraapt en kan die gebruikt worden.                         |
| Midden  | Daisy                                  | Bloom Coach 50cc Flower                 | Heart Na gebruik cirkelen er twee hartjes rondom de kart die de negatieve effecten van sommige voorwerpen tegenhoudt. Nadat de kart geraakt wordt door een voorwerp, wordt die opgeraapt en kan die gebruikt worden.                         |
| Midden  | Yoshi                                  | Turbo Yoshi                             | Yoshi/Birdo Egg Als dit ei wordt afgevuurd, rolt het in een rechte lijn naar de tegenstander die voor de coureur rijdt. Als een kart geraakt wordt door een ei wordt deze onbestuurbaar en laat het ei drie voorwerpen achter op het wegdek. |
| Midden  | Birdo                                  | Turbo Birdo 150cc Flower                | Yoshi/Birdo Egg Als dit ei wordt afgevuurd, rolt het in een rechte lijn naar de tegenstander die voor de coureur rijdt. Als een kart geraakt wordt door een ei wordt deze onbestuurbaar en laat het ei drie voorwerpen achter op het wegdek. |
| Licht   | Baby Mario                             | Goo-Goo Buggy                           | Chain Chomp De Chain Chomp zal de controle over de kart overnemen. De Chain Chomp trekt de kart met een hoge snelheid voort en beukt andere coureurs aan de kant.                                                                            |
| Licht   | Baby Luigi                             | Rattle Buggy 100cc Mushroom             | Chain Chomp De Chain Chomp zal de controle over de kart overnemen. De Chain Chomp trekt de kart met een hoge snelheid voort en beukt andere coureurs aan de kant.                                                                            |
| Licht   | Koopa Troopa                           | Koopa Dasher                            | Triple Green/Red Shell Dit voorwerp geeft drie schilden in een keer, die een voor een afgevuurd kunnen worden. |
| Licht   | Koopa Paratroopa                       | Para-Wing 50cc Star                     | Triple Green/Red Shell Dit voorwerp geeft drie schilden in een keer, die een voor een afgevuurd kunnen worden. |
| Licht   | Toad 100cc Special                     | Toad Kart 100cc Special                 | Golden Mushroom Deze paddenstoel functioneert als een superturbo, die binnen een korte tijd onbeperkt gebruikt kan worden. Wanneer de tijd om is, verdwijnt de paddenstoel.                                                                  |
| Licht   | Toadette 100cc Special                 | Toadette Kart Mirror Mushroom           | Golden Mushroom Deze paddenstoel functioneert als een superturbo, die binnen een korte tijd onbeperkt gebruikt kan worden. Wanneer de tijd om is, verdwijnt de paddenstoel.                                                                  |
| Licht   | Diddy Kong                             | Barrel Train 150cc Star                 | Giant Banana Deze reuzegrote banaan belandt op het wegdek en brengt een coureur die er tegenaan botst aan het slippen. Als de banaan geraakt wordt, splitst deze op in de kleine bananen.                                                    |
| Zwaar   | Donkey Kong                            | DK Jumbo                                | Giant Banana Deze reuzegrote banaan belandt op het wegdek en brengt een coureur die er tegenaan botst aan het slippen. Als de banaan geraakt wordt, splitst deze op in de kleine bananen.                                                    |
| Zwaar   | Bowser                                 | Koopa King                              | Bowser's Shell Een heel groot schild met stekels, dat hetzelfde effect heeft als een groen schild. Dit schild kan terugkaatsen tegen muren.                                                                                                  |
| Licht   | Bowser Jr.                             | Bullet Blaster 50cc Special             | Bowser's Shell Een heel groot schild met stekels, dat hetzelfde effect heeft als een groen schild. Dit schild kan terugkaatsen tegen muren.                                                                                                  |
| Zwaar   | Wario                                  | Wario Car                               | Bom-omb Deze bom zal op het wegdek achtergelaten worden en veroorzaakt na of een korte tijd of botsing met een coureur een grote ontploffing na korte tijd,. Wie te dicht in de buurt van de ontploffing rijdt, wordt geraakt                |
| Midden  | Waluigi                                | Waluigi Racer 100cc Flower              | Bom-omb Deze bom zal op het wegdek achtergelaten worden en veroorzaakt na of een korte tijd of botsing met een coureur een grote ontploffing na korte tijd,. Wie te dicht in de buurt van de ontploffing rijdt, wordt geraakt                |
| Zwaar   | Petey Piranha Mirror Star              | Piranha Pipes Mirror Star               | Geen eigen speciale voorwerp, maar de beschikking over alle andere speciale voorwerpen. |
| Zwaar   | King Boo Mirror Star                   | Boo Pipes Mirror Special                | Geen eigen speciale voorwerp, maar de beschikking over alle andere speciale voorwerpen. |
| n.v.t.  | Alle                                   | Parade Kart Mirror All-Cup              | n.v.t. |

### Overige
Naast de bespeelbare spelfiguren zijn er ook niet-bespeelbare spelfiguren. Dit zijn spelfiguren die eveneens een rol spelen in het spel, maar niet kunnen gebruikt worden als bestuurder.
- Lakitu is het personage dat in beeld verschijnt voor de start. Lakitu duidt aan wanneer de race start. Tijdens het spel meldt Lakitu ook wanneer een nieuwe ronde is begonnen, of wanneer de speler de verkeerde kant oprijdt. Lakitu haalt ook auto's op die van het parcours gevallen zijn.
- Shy Guy's zijn de personages die op het ijs dansen in Sherbet Land. Wanneer een wagen in aanraking komt met hen, slipt die even.
- Piranha Plants zijn in enkele ritten terug te vinden en staan verspreid langs de kant van het parcours. Wanneer een wagen te dicht in hun buurt komt, happen ze naar de wagen.
- Goomba's zijn enkel te zien bij Mario Circuit. Als ze in aanraking komen met een wagen, slipt de wagen. Als ze verpletterd worden, verschijnt er een paddenstoel.
- Pokey's zijn te zien in de rit Dry Dry Desert. Ze staan over het parcours verspreid en verhinderen de weg. Ze buigen zich regelmatig naar links of rechts.
- Toadsworth is de bestuurder van de paradewagen, die na het spel de winnaars vervoert tijdens de prijsuitreiking.

## Voorwerpen
Mario Kart: Double Dash!! introduceert de dubbele voorwerpdoos, waarmee (in tegenstelling tot de reguliere voorwerpdoos) twee voorwerpen worden verkregen. Beide coureurs houden ieders een voorwerp vast en doordat coureurs van plek kunnen wisselen, kan ook de volgorde waarin de voorwerpen worden gebruikt door de speler worden bepaald. Er is voor de meeste voorwerp geen limiet op hoeveel exemplaren er tegelijkertijd in het bezit kunnen zijn door alle coureurs. Supersterren kunnen echter door slechts twee coureurs tegelijk worden gedragen, voor bliksemschichten en Spiny-schilden is dat limiet één.
In tegenstelling tot alle Mario Kart-games tot en met Mario Kart 8 zijn de driedubbele-varianten van het groene schild en het rode schild niet voor elke coureur beschikbaar. Dit voorwerp is alleen te krijgen door Koopa Troopa en Koopa Paratroopa. Dit is het laatste spel (tot en met Mario Kart Tour) dat geen driedubbele-variant van de banaan heeft. De driedubbele variant van de superpaddenstoel is wel beschikbaar voor iedereen. De driedubbele-varianten van de voorwerpen worden vastgehouden door de coureur, in tegenstelling tot de meeste andere Mario Kart-games waarin de voorwerpen om de kart cirkelen.
De gouden paddenstoel keert in de Mario Kart: Double Dash!! terug als speciaal voorwerp. Het speciale voorwerp Bomb-omb is een nieuw voorwerp en verschijnt in vervolgdelen als een regulier voorwerp. Buiten de speciale voorwerpen en driedubbele-varianten om zijn er acht reguliere voorwerpen, die al eerder verschenen in andere Mario Kart-games.

## Circuits

### Standaard
In tegenstelling tot Super Mario Kart en Mario Kart: Super Circuit heeft Mario Kart: Double Dash!! niet twintig, maar zestien nieuwe circuits. Daarmee heeft Mario Kart: Double Dash!! evenveel circuits als Mario Kart 64.
Mushroom Cup
- Luigi Circuit
- Peach Beach
- Baby Park
- Dry Dry Desert

Flower Cup
- Mushroom Bridge
- Mario Circuit
- Daisy Cruiser
- Waluigi Stadium

Star Cup
- Sherbet Land
- Mushroom City
- Yoshi Circuit
- DK Mountain

Special Cup
- Wario Colosseum
- Dino Dino Jungle
- Bowser's Castle
- Rainbow Road

### All-Cup Tour
Na het behalen van de eerste plaats in de Special Cup op 150cc, wordt de All-Cup Tour beschikbaar. Hierin race je alle zestien circuits achter elkaar. Deze beker begint met Luigi Circuit en eindigt met Rainbow Road. De overige circuit komen in willekeurige volgorde voorbij. De eerste plek in de All-Cup Tour op 150cc speelt de moeilijkheidsgraad mirror vrij.

## Gevechtsmodi en -arena's
De speler heeft de keus uit drie gevechtsmodi: Balloon Battle (ballongevecht), Shine Thief (zonnestrijd) en Bom-omb Blast (Bom-omb-bende). Deze gevechtsmodi keren in later Mario Kart-games terug (met een Nederlandse naam).
In een ballongevecht krijgt elke coureur drie ballonnen. De speler probeert door middel van voorwerpen ballonnen van anderen kapot te maken, want degene die als laatst een ballon over heeft, wint het gevecht. Spelers die geen ballonnen meer hebben liggen uit het spel. Door met een superpaddenstoel of ster tegen een andere coureur te botsen, kan een coureur een ballon stelen.
Bij een zonnestrijd ligt een zon (Shine Sprite, bekend uit Super Mario Sunshine) ergens in de gevechtsarena voor het oprapen. Zodra een coureur deze opraapt, begint een teller af te lopen. Andere coureurs kunnen met voorwerpen de zon af proberen te pakken. Wie de zon vast heeft wanneer de teller op nul springt, wint het gevecht.
Tijdens Bom-omb-bende is het enige voorwerp dat coureur op kan rapen een bom-omb, waarvan hij tot tien stuks vast kan houden. Een andere speler raken levert één punt op, geraakt worden kost de speler één punt. Degene die als eerste drie of vier (afhankelijk van het aantal spelers) punten heeft, wint het gevecht.
De gevechten vinden plaats in onderstaande gevechtsarena's.
Standaard
- Cookie Land
- Block City
- Nintendo Gamecube
- Pipe Plaza

Vrij te spelen
- Luigi's Mansion (win de 150cc Mushroom Cup)
- Tilt-a-Kart (win de mirror Flow Cup)

## Trivia
- Dit is de eerste Mario Kart-game met 3D-modellen voor karts, coureurs en voorwerpen. Anders dan Super Mario Kart, Mario Kart 64 en Mario Kart: Super Circuit worden hiervoor niet langer zogeheten sprites gebruikt.[8]
- In Mario Kart: Double Dash!! zijn twee circuits die aan afwijkend aantal rondes hebben: zeven voor Baby Park en twee voor Wario Colosseum. Daarmee is dit de eerste Mario Kart-game waarin niet alle circuits hetzelfde aantal rondes hebben.[9]
- Het aantal punten dat de speler aan het eind van de race krijgt, is gewijzigd ten opzicht van alle vorige Mario Kart-games. De race levert nu (van eerste tot laatste plek) tien, acht, zes, vier, drie, twee, een of nul op, in tegenstelling tot negen, zes, drie, een, nul, nul, nul of nul zoals voorheen.[10]
- Toadette is een nieuwe personage dat debuteert in Mario Kart: Double Dash!! Ze is de eerste Mario Kart-coureur dat niet eerder in een andere game verscheen. Ze keert terug in latere Mario Kart-games en verschijnt in een tal van andere games in het Mario-universum. In Captain Toad: Treasure Tracker heeft ze voor het eerst een hoofdrol.[11]